# David Chase
David Chase (Mount Vernon, 22 augustus 1945) is een Amerikaans scenarioschrijver, regisseur en televisieproducent. Hij is vooral bekend als de bedenker van de HBO-serie The Sopranos (1999–2007).

## Biografie
David Chase werd in 1945 geboren in Mount Vernon (New York) als het enig kind van Italo-Amerikaanse ouders. Zijn vader Henry baatte een doe-het-zelfzaak uit. Zijn familienaam luidde oorspronkelijk "DeCesare", wat nog voor zijn geboorte veranderd werd in "Chase". Hij groeide op in New Jersey.
Chase omschreef zijn vader als een kwade man die hem voortdurend kleineerde en zijn moeder als een hysterische dramaqueen. Het personage Livia Soprano uit The Sopranos is op zijn eigen moeder gebaseerd.

## Carrière
Chase begon zijn carrière in de jaren 1970 als televisiescenarist. Zo werkte hij mee aan verschillende afleveringen van de series The Magician (1974) en Kolchak: The Night Stalker (1974–1975). Van 1976 tot 1979 werkte hij als producent en scenarist meer dan 60 afleveringen mee aan de bekende detectiveserie The Rockford Files. De reeks leverde hem in 1978 zijn eerste Emmy Award op.
In 1980 schreef Chase de televisiefilm Off the Minnesota Strip. De film, over een tiener die van huis is weggelopen, werd geregisseerd door Lamont Johnson en leverde Chase zijn tweede Emmy Award op. Gedurende de jaren 1990 produceerde hij verschillende televisiefilms die op de serie The Rockford Files gebaseerd waren en de succesvolle series I'll Fly Away (1992–1993) en Northern Exposure (1993–1995).
Eind jaren 1990 werd hij bekend als de bedenker van The Sopranos (1999–2007), een misdaadserie waarin een maffiafamilie uit New Jersey centraal staat. De reeks van de Amerikaanse betaalzender HBO leverde Chase in de loop der jaren een Golden Globe en vijf Emmy Awards op en maakte hoofdrolspeler James Gandolfini wereldberoemd als maffiabaas Tony Soprano.
In 2012 maakte Chase met de muziekfilm Not Fade Away zijn debuut als filmregisseur. De film speelt zich af in het New Jersey van de jaren 1960 en volgt een jonge rockband. Nadien schreef hij met de misdaadfilm The Many Saints of Newark een prequel van The Sopranos. Ook die film speelt zich af in het New Jersey van de jaren 1960.

## Filmografie

### Televisie (selectie)
- The Magician (1974)
- Kolchak: The Night Stalker (1974–1975)
- The Rockford Files (1976–1979)
- Off the Minnesota Strip (1980)
- Alfred Hitchcock Presents (1986)
- I'll Fly Away (1992–1993)
- Northern Exposure (1993–1995)
- The Sopranos (1999–2007)

### Film
- Grave of the Vampire (1972)
- Not Fade Away (2012)
- The Many Saints of Newark (2021)